# Macronaria
Macronaria é um clado dos dinossauros saurópodes do Jurássico Médio (Bathoniano) ao período geológico do Cretáceo Superior no que agora são  América do Norte, América do Sul, Europa, Ásia e África. O nome significa 'narinas grandes', em referência às aberturas nasais grandes no alto da cabeça que provavelmente sustentariam câmaras de ressonância corpulentas. A Macronaria consiste de dois grupos principais: a família Camarasauridae e o clado Titanosauriformes. Os titanossauriformes por sua vez contém os braquiossaurídeos e os titanossauros e é um dos maiores grupos de saurópodes, que também contém a maioria dos mais duradouros, mais altos e mais maciços  dinossauros de todos os tempos.

## Sistemática
- Macronaria
  - Família Camarasauridae
    - Aragosaurus
    - Camarasaurus

  - Titanosauriformes
    - Angolatitan[5]
    - Baotianmansaurus[6]
    - Duriatitan[3]
    - Europasaurus
    - Fusuisaurus
    -  ?Huabeisaurus
    -  ?Venenosaurus
    - Família Brachiosauridae
      - Abydosaurus
      - Astrodon
      -  ?Bothriospondylus
      - Brachiosaurus
      - Cedarosaurus
      -  ?Daanosaurus
      - Giraffatitan
      -  ?"Ischyrosaurus"
      -  ?Lapparentosaurus
      - Lusotitan
      - Paluxysaurus
      -  ?Pelorosaurus
      -  ?Pleurocoelus
      - Sauroposeidon
      - Sonorasaurus

    - Família Huanghetitanidae
      - Huanghetitan

    - Somphospondyli
      - Família Euhelopodidae
        - Euhelopus

      - Daxiatitan
      - Dongbeititan
      - Dongyangosaurus
      - Erketu
      - Qiaowanlong[7]
      - Titanosauria